# 旁心四邊形

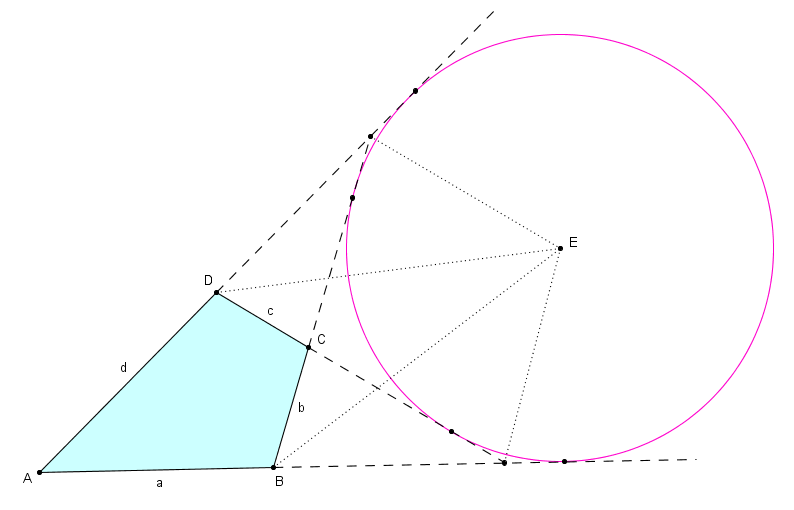
旁心四邊形 ABCD
ABCD的四条边延长线
ABCD的旁切圆

旁心四邊形（英語： 或 exscriptible quadrilateral）是指四條邊向外延伸後能與一個圓心在四邊形外的圓相切的四邊形。